# Joan Cornudella i Barberà
Joan Cornudella i Barberà (les Borges Blanques, Garrigues, 3 de novembre de 1904 - Barcelona, 26 de març de 1985) fou un polític nacionalista que va exercir de secretari general d'Estat Català, també va ser un dels fundadors del Front Nacional de Catalunya, els primers anys després de la transició va formar part del Pacte Democràtic per Catalunya abans d'acabar la seva vida política a la formació del PSC com a diputat al Parlament de Catalunya durant dues legislatures. És el pare del polític i empresari Joan Cornudella i Feixa.

## Biografia
El seu pare era fabricant de maons d'idees republicanes i era el més gran de sis germans. Per part de mare era parent llunyà de Ramon Arrufat i Arrufat. De 1915 a 1922 va estudiar al Liceu Escolar de Lleida, on va tenir com a professor Joaquim Maurín i Julià i on va tenir com a companys Antoni Oriol i Anguera, els germans Josep i Miquel Badia i la seva futura esposa, Maria Feixa i Quintana. En 1920 també entra en contacte amb la Joventut Catalanista de Les Borges Blanques, seguidors de Francesc Macià.
El 1922 es traslladà a Barcelona per a estudiar enginyeria industrial a l'Escola d'Enginyers de la Universitat de Barcelona, on en 1925 formava part dels Escamots d'Estat Català amb Jaume Miravitlles i Navarra. El 1927 regenta amb la seva esposa una farmàcia al barri del Clot, on contactarà amb els dirigents de la FAI Dionís Eroles i Francisco Ascaso Abadía.
El 1933 va marxar a Tegucigalpa (Hondures) i el 1934 al Perú, on intentà muntar diverses fàbriques de rajoles. L'empresa va fracassar i l'agost de 1934 va tornar a Espanya. Després d'estar uns dies a Madrid marxa a Villamesías (Extremadura), a casa d'un amic, José María Casco Arias, amb la intenció de preparar unes oposicions a la Diputació de Madrid. Nogensmenys, influït pels fets del sis d'octubre ambdós intenten provocar un aixecament dels camperols extremenys i són empresonats uns mesos.
Trasbalsat per l'assassinat dels germans Miquel i Josep Badia, es va fer membre d'Estat Català el 1936, del qual n'esdevindria secretari general després de l'afer Revertés (novembre de 1936). Durant la guerra civil espanyola fou cap de redacció del Diari de Barcelona. Es va exiliar el 1939, i contribuí a fundar el Front Nacional de Catalunya com a unió d'Estat Català i altres forces nacionalistes.
El 1941 va tornar clandestinament a Catalunya, i com un dels caps de la secció política del Front participà en les tasques del Consell Nacional de la Democràcia Catalana. Fou detingut per la seva activitat resistent i clandestina el 1943-1946, novament el 1958 i el 1967.
També es llicencià en ciències econòmiques i fou representant del FNC, però, esdevingué partidari de la unitat del socialisme català, raó per la qual el 1978 abandonà el FNC per a ingressar al Partit Socialista de Catalunya-Reagrupament i, més tard, al Partit dels Socialistes de Catalunya, pel qual fou elegit diputat al Parlament de Catalunya el 1980 i el 1984. de 1980 a 1982 fou Diputat Interventor del Parlament de Catalunya i membre de la de la Comissió d'Economia, Finances i Pressupost i de la Comissió de Política Cultural del Parlament de 1980 a 1984.

## Obres
- L'últim romàntic (1937), novel·la, dedicada al seu amic Antoni Oriol i Anguera.